# Trond Andersen
Trond Andersen (Kristiansund, 6 de janeiro de 1975) é um ex-futebolista da Noruega, que jogava na posição de zagueiro. 

## Carreira
Ele jogou profissionalmente para Molde, Wimbledon, AaB e Brøndby e terminou sua carreira em 2008<.

## Seleção
Andersen integrou a Seleção Norueguesa de Futebol na Eurocopa de 2000.